# Templo de Muktinath

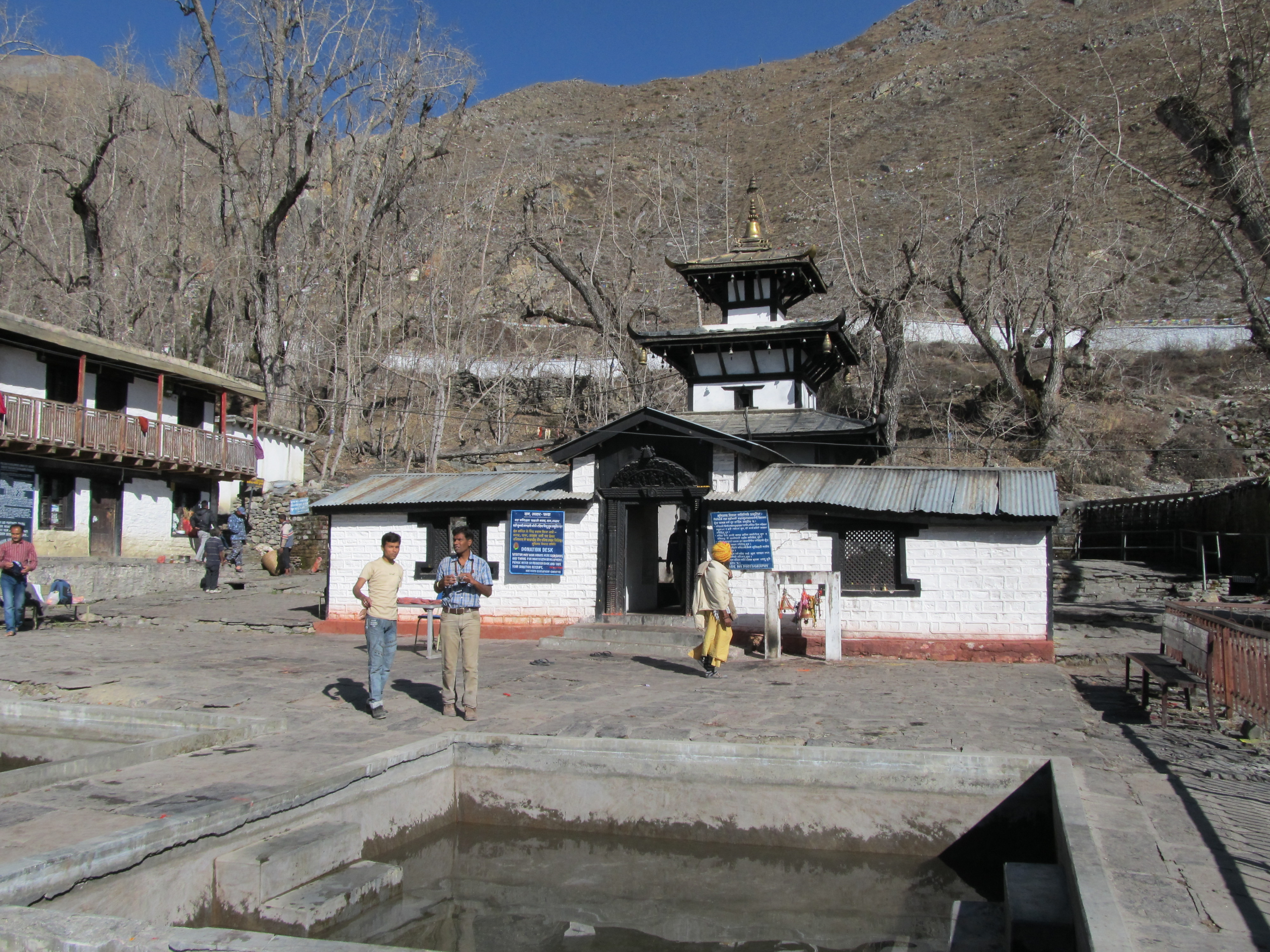
Outra vista do exterior do templo

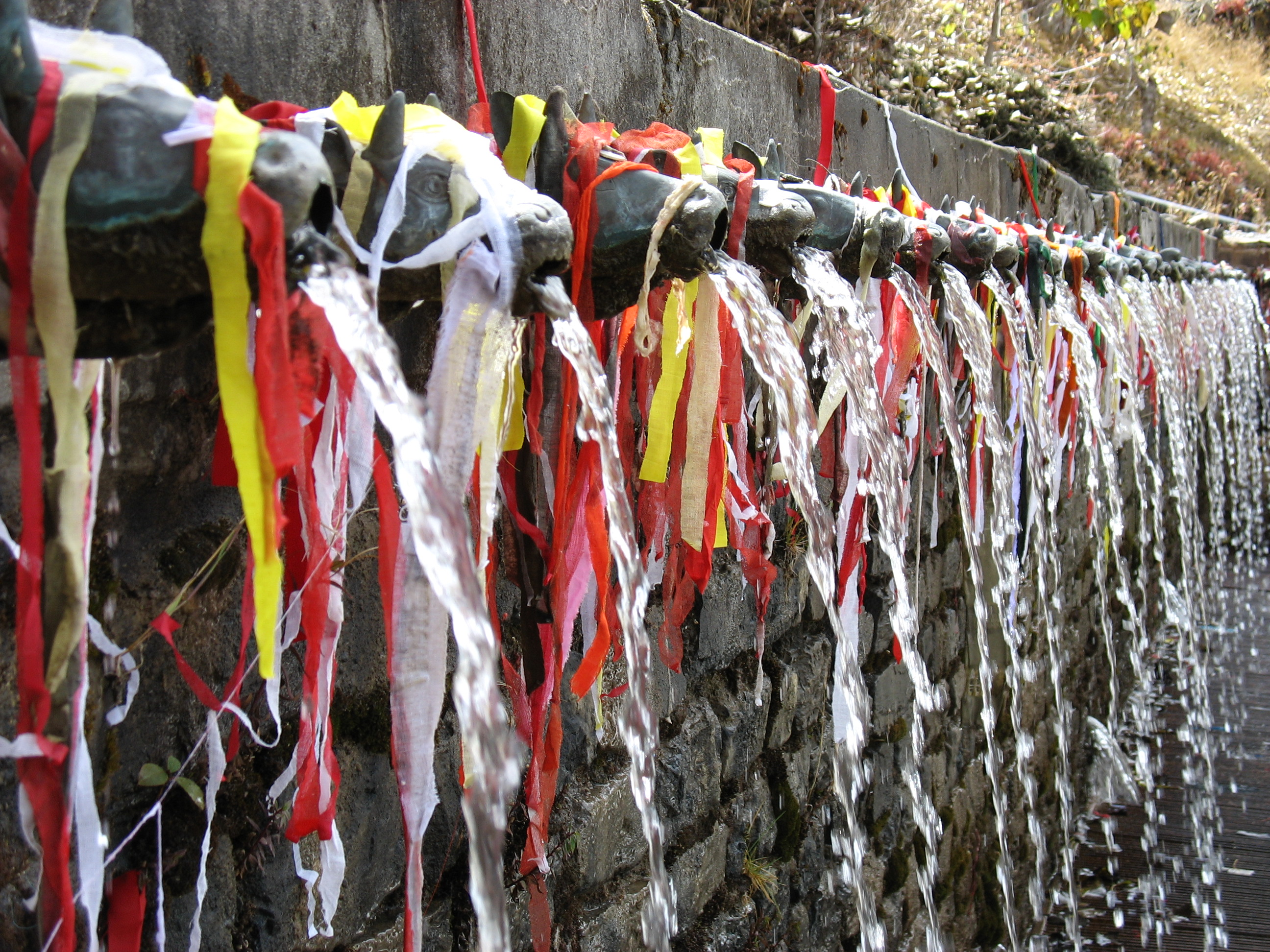
Algumas das 108 bicas em forma de cabeça de touro do templo

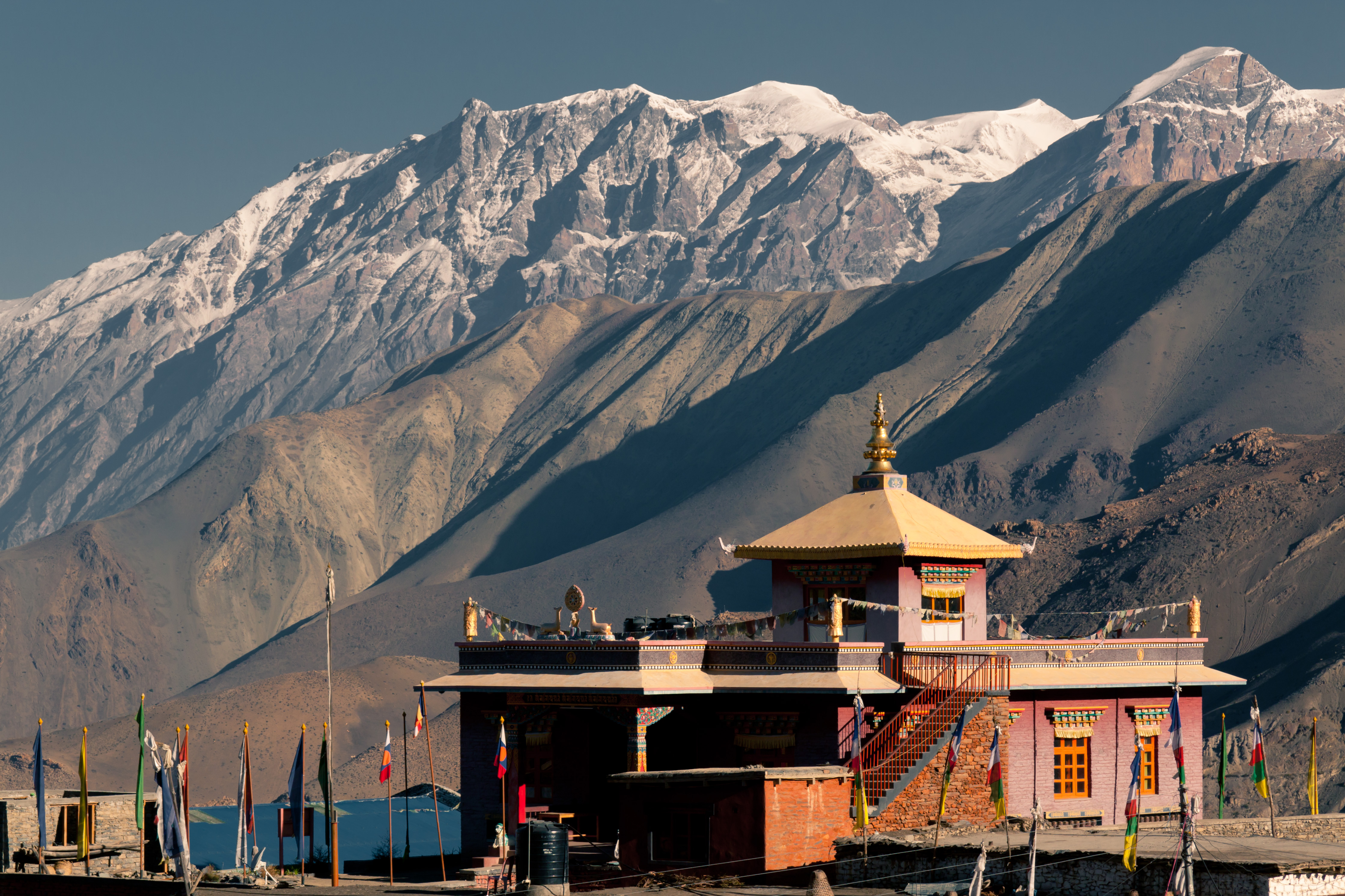
Mosteiro budista em Muktinath

O Templo de Muktinath é um santuário hindu e budista situado na aldeia homónima, no maciço do Annapurna, parte dos Himalaias, a 3 710 metros de altitude, no sopé do passo de montanha de Thorong La. A aldeia é a sede de um village development committee (lit.: "comité de desenvolvimento de aldeia"), parte do distrito de Mustang. A aldeia de Muktinath é contígua com a aldeia vizinha de Ranipauwa, a qual é por vezes tomada como parte de Muktinath.
Os hindus chamam ao local sagrado Mukti Kshetra, o que significa literalmente "local da libertação ou moksha". A origem do templo é predominantemente vixnuita, mas também é venerado por budistas. Figura no lugar 105º entre os 108 Divya Desams, os templos mais sagrados do Vixnuísmo, e é o único desses templos situados fora da Índia, à parte dos outros dois que não são terrenos. O nome original do santuário, na literatura Sri Vaishnava, anterior ao budismo, é Thiru Saligramam. O santuário alberga uma Saligrama shila, considerada uma forma natural de  Sriman Narayana, uma forma de Vixnu. Os budistas chamam ao santuário Chumig Gyatsa, que em tibetano significa "Cem Águas". Para os budistas tibetanos é um local muito importante de deusas Dakini conhecidas como bailarinas celestes e um dos 24 sítios tântricos. Os budistas consideram o murti (imagem) do santuário uma manifestação de Avalokiteshvara, o bodisatva que representa a suprema compaixão de todos os Budas.

## Templo central
O santuário central de Sri Muktinath é considerado um dos oito santuários mais sagrados do hinduísmo vixnuita, no qual é conhecido como Svayam Vyakta Ksetras (os outros são Swayambhu, Srirangam, Srimushnam, Tirupati, Naimisharanya, Thotadri, Pushkar e Badrinath. O templo de Muktinath é um dos templos mais antigos dedicados a Vixnu. Apesar da sua importância, o templo é pequeno. O murti é de ouro e quase tão alto como um homem. O prakaram (pátio exterior) tem 108 cabeças de touro pelas quais sai água muito fria. No templo vive um velho monge budista e o culto é dirigido por budistas. As pujas (orações rituais) são dirigidas por uma monja. Os peregrinos devem oferecer prasad à divindade.

## O templo como umShakti Peetha
O templo de Muktinath é considerado um Shakti Peetha ("assento de Shákti ou Sati). Os Shakti Peethas são a morada sagrada de Shákti formadas devido à queda de partes do cadáver de Sati Devi, quando o Senhor Xiva o carregava enquanto vagueava. Há 51 Shakti Peethas venerados pelo Shaktismo e ligados aos 51 alfabetos em sânscrito. Cada Shakti Peetha tem um santuário de Sati Devi e outro de Bhairava. O "Shakti" de Muktinath é referido como "Gandaki Chandi" e o "Bhairava" como "Chakrapani".

## Lendas
Segundo a tradição budista tibetana, o guru Rinpoche, também conhecido como Padmasambhava, o fundador do budismo tibetano, meditou em Muktinath quando estava a caminho do Tibete. O templo é venerado por muitos santos da tradição hindu e a sua importância é mencionada no Vishnu Purana.
O ribeiro que desce de Muktinath até ao Kali Gandaki é a fonte de todas as shilas ou saligramas que são necessárias para estabelecer um templo de Vixnu em qualquer parte do mundo. É considerado um dos locais de peregrinação mais sagrados por hindus e budistas. Tem 108 fontes de água, um número carregado de grande importância na filosofia indiana — por exemplo, na astrologia hindu são mencionados zodíacos (ou rashis) e 9 planetas (ou grahas), o que resulta em 108 combinações; também há 27 casas lunares (ou nakshatras) que são divididas em quatro quartos (ou padas), o que mais uma vez resulta num total de 108 padas.

## Sri Murthy Mahatmyam
Junto a Muktinath existe o único local da terra onde é possível encontrar todos os cinco elementos dos quais todas as coisas materiais do universo são feitas, que de acordo com as filosofias hindu e budista são fogo, água, céu, terra e ar. Esse local encontra-se junto ao templo de Jwala Devi.
De acordo com a filosofia Sri Vaishnava (uma sub-seita da filosofia hindu), Muktinath é considerado um dos 108 Divya Desams, ou locais sagrados de culto ao Senhor Vixnu venerados pelos Alvar, os doze poetas santos Tâmeis na compilação chamada “Nalayira Divya Prabandham”.
Diz-se que só as pessoas dotadas podem obter o darshana do Senhor Sri Murthi e da deusa Sri Devi.